# 1968 w sztukach plastycznych
Wydarzenia w sztukach plastycznych i wizualnych w 1968 roku.

## Wydarzenia
- Otwarto Neue Nationalgalerie w Berlinie
- Otwarto Muzeum Plakatu w Wilanowie[1]
- Odbyły się VI Międzynarodowe Spotkania Artystów, Naukowców i Teoretyków Sztuki w Osiekach
- W Kassel odbyła się międzynarodowa wystawa sztuki współczesnej documenta 4[2]

## Malarstwo
- Antoni Tàpies

Materia o kształcie pachy
- Robert Indiana

Aspen Love
- Malcolm Morley

Vermeer, portret artysty w pracowni
- Marc Chagall

Komedianci – olej na płótnie
Wielki cyrk – olej na płótnie
- Richard Estes

Telephone Booths – olej na płótnie
- Edward Dwurnik

Włocławek, z cyklu "Podróże autostopem" – olej na płótnie, 144x194 cm
- Mark Rothko

Red – olej na papierze zamocowanym na płótnie, 83,8x65,4 cm, kolekcja Muzeum Guggenheima w Nowym Jorku

## Plakat
- Franciszek Starowieyski

plakat do filmu Wszystko na sprzedaż – format A1

## Rzeźba
- César Baldaccini

Wielki kciuk
- Jerzy Bereś

Kolaska – drewno, papier gazetowy, tempera, 180x180x50 cm, w kolekcji MOCAK
- Alina Szapocznikow

Ventre – gips
Czarna

## Performance
- Jerzy Bereś

Przepowiednia, Galeria Foksal, Warszawa

## Nagrody
- World Press Photo – Eddie Adams[16]
- Międzynarodowe Biennale Plakatu[17]

Złoty medal w kategorii plakatów ideowych – Julian Pałka
Złoty medal w kategorii plakatów promujących kulturę – Andy Warhol
Złoty medal w kategorii plakatów reklamowych – Yusaku Kamekura

## Urodzeni
- Joanna Rajkowska, polska artystka
- Piotr Uklański, polski artysta
- Piotr Wyrzykowski, polski artysta

## Zmarli
- 2 października – Marcel Duchamp (ur. 1887), francuski dadaista i artysta konceptualny